# Xã Little Walnut, Quận Butler, Kansas
Xã Little Walnut (tiếng Anh: Little Walnut Township) là một xã thuộc quận Butler, tiểu bang Kansas, Hoa Kỳ. Năm 2010, dân số của xã này là 1.044 người.